# 罪惡王冠
《罪惡王冠》，是由Production I.G公司製作，並在日本富士電視台noitaminA放送的原創系列電視動畫。于2011年10月開始播放，2012年3月22日播放完畢，全22話。製作委員會在官網宣布將會以「失落的聖誕」（Lost Christmas）為主題推出OVA和遊戲軟體，已在7月26日發售。

## 概要
《罪惡王冠》是以超能力戰鬥為題材的動畫，系列構成吉野弘幸提到：一開始提出的企劃案，重點在於「把朋友當武器使用」、「把朋友當僕人使喚」的「罪惡感」；後來，將這個想法變成「Void」（虛空／空洞）的設定，大約花了半年的時間。
本作品的主角櫻滿集，是描繪成「聚『集』人們，加以統治之人」；而葬儀社的領袖恙神涯則是「沒有人和自己的立場相同，像身處於天『涯』般孤獨的存在」，兩者是對照性的存在。

## 故事簡介
|                | 這是以人心編織而成的力量。 |
| ——《罪惡王冠》 |                            |

在不遠的未來，處在半戰亂情況下的東京，主人公櫻滿集是一名17歲的少年，是個再平凡也不過的高中生，而且因為缺乏勇氣，少年一直對自己的存在感到無力，並儘量避免為其他人製造麻煩，但當他遇上女主角楪祈與「葬儀社」的首領恙神涯之後，他的人生就此轉變了……他得到了「王之能力」——可以從他人抽取「Void」（虛空／空洞）染色體的力量，右手能夠從每個不同性格的人身上取得相應的武器。

## 登場人物

### 主要人物
櫻滿集
配音員：梶裕貴、津田美波〈幼年〉（日本）；宋昱璁、龍顯蕙〈幼年〉（台灣）；伍博民、陳凱婷〈幼年〉（香港）
本作的主角。就讀天王洲第一高校，隨處可見的普通中學生，櫻滿真名之弟，繼母為櫻滿春夏。
因為在失落的聖誕所受到的衝擊而導致性格懦弱，絕不會強出頭或隨意發表自己意見。表面看似對所有事情漠不關心，實際上卻是不太懂如何與同學們交流，經常為此而煩惱，十分不擅長看人臉色。背負著悲劇的「王的宿命」，被真名指名為新世界的亞當，以生母的生命為代價才得以出生。在失落聖誕時父親玄周與唯一的姐姐真名相繼過世，從此與繼母春夏相依為命。
小時候在巧合之下與真名救了漂流在沙灘的涯，至此三人便相識，更與涯成為最要好的朋友。據涯的描述，當時的集果斷、勇敢、強大，是涯憧憬的對象。在目睹真名暴走自毀後便自我封印所有與她相關的記憶，包括與涯的相識。第一話集和祈與涯相遇後，右腕在意外中獲得空洞基因組「王之能力」。
因涯的指示下開始了與祈的同居生活，而在多次參與葬儀社的革命活動後半妥協的加入了葬儀社（最初曾被涯邀請但是拒絕了）。在協助谷尋與其弟潤脫離抗體的追捕當中，迫不得已下以虛空了結了潤的性命，觸發了部分過往失去的記憶導致對虛空產生恐懼及抗拒。後透過佑的暗示取回了自我封印的記憶而使「王的能力」進化，能在抽出虛空時讓被抽取者保持清醒，並能使用自身的虛空。
第二次失落的聖誕（Lost Christmas the second）後，天王洲第一高中周邊區域遭封鎖，在謠言及難波等人誘使下學生群產生騷動，集在危急之下以「王的能力」穩定群眾，並在谷尋的推動下成為新任學生會長，以解放全體學生為目標率領眾人。後因為祭的死亡受到嚴重打擊而性情大變，同意實施谷尋提議的虛空等級制度，以虛空等級區別學生，並實行高壓統治，決心成為「王」。
在追捕阿爾戈時得知虛空被破壞，其主人會結晶化而碎裂消逝的事實後，認為只有持續現有制度才能使大家得救，決定向眾人隱瞞真相。時而對此自責及懺悔。學生們因階級制度累積不滿，在解放作戰成功後被亞里沙策劃的政變所推翻，並被重生的涯以祈的虛空大劍斬斷右手手臂，奪走「王的能力」。其後與祈成為逃亡者。
在祈被抓走後，為了拯救祈而有所行動。再次於機緣巧合之下得到最後一組空洞染色體，重獲「王的能力」，亦面對自己的真心，抽出了自己的空洞（早前為無法測定）。其後更利用自身的空洞將颯太的疾病吸收。
涯對全世界宣戰後，透過四分儀轉交的櫻滿玄周的日記及春夏的口述，獲知了有關啟示病毒（Apocalypse Virus）的過去與真相。在最後戰役開始前，為了應對與涯的決戰而以自己的空洞能力收下了同伴們的空洞。
在最後戰役中，擊敗涯後右手取回另一組「王的能力」，從涯的對話中了解啟示錄的真相，決定犧牲自己將世界中的啟示病毒全數吸取並同歸於盡，成為「救世主」，但最後被祈捨身相救，雙目失明，虛空做成的右手也消失不見。最後戰役的數年後右手換成義肢，步行亦需要依賴盲人杖，與同伴間保持著聯絡，似乎一個人獨自生活，並透過網路上「EGOIST」的音樂懷念祈。並未詳細交待其後動向。
王的能力：
1. 將他人的心靈以虚空形式抽取作為道具使用，虛空被破壞其主人便會死去
2. 能將複數的虛空組合成新的虛空

虛空外型︰結晶狀的右手／三角臂環
虛空能力：
1. 將抽取的虛空暫時收納，並能隨時將收納的虛空具現化使用，抽取的虛空具有藍色外框的特別外觀
2. 將有關啟示病毒的事物分離及吸收（如吸收鋼皮症的結晶）
3. 在對神識的戰鬥中，使用啟示病毒的結晶強化腳力

楪祈
配音員：茅野愛衣（日本）；林美秀（台灣）；黃紫嫻（香港）
本作的女主角。人氣網路樂團「EGOIST」的主唱，同時為反政府組織「葬儀社」的成員，16歲。
性格寡言，經常處於無表情狀態，不善於表達情感，十分神秘的少女。雖然個子看起來較弱小，但有相當強大的戰鬥能力，懂得使用刀具與槍械，精準度甚高，此外她也有行進間匿蹤的能力（參見第一集）。
其真實身分為莖道修一郎率領的「源質基因組研究所」為與真名溝通並喚醒她而創造出來的複製人，後來被涯喚醒及救出，對賦予自己人生的涯言聽計從。第一話中因為從GHQ的設施中盜取虛空染色體而被追捕通緝，逃亡過程中與集相遇。對集來說是憧憬的存在，與她的相會使集的命運之輪開始轉動。
因涯的指示下轉校到了集的班級，以協助尋找革命活動的目擊者，同時開始了與集的同居生活。與集相處的日子下情感產生了變化，逐漸擁有自我意識，亦對集產生了好感。其血液及歌聲能抑制啟示病毒惡化，基因共嗚突破臨界點時能徹底消除鋼皮症的結晶現象。
第二次失落的聖誕（Lost Christmas the second）後，因為櫻滿真名的靈魂透過不完整的儀式進入祈體內，偶爾會出現真名的人格，操縱虛空結晶將妨礙的人虐殺。解放作戰成功後，集的霸權被推翻，與集一同開始了逃亡生活。於此同時真名的人格愈漸蘇甦，迷茫與恐懼過後決定與真名人格對抗，以「我就是我」的方式去行動。
為了保護集而成為誘餌，自願變成他人口中的「怪物」，操縱全身呈現的虛空結晶戰鬥，擁有與數台終極咆哮匹敵的戰鬥力。其後被涯以佑的弓箭虛空所活捉。涯完成真名復活儀式的最後程序後，身體被真名佔據，其人格本該被完全消除，卻以淚水形成的花朵結晶殘存。
最後戰役中涯戰敗，與真名一同消失，祈的意志得以回歸身體，但是其身體由於真名的毀滅已經嚴重结晶化而奄奄一息，甚至失去視力。在集打算犧牲自己之際，祈把自己的生命線结成花繩交給集，代替集與病毒同歸於盡。也有另一種說法是與集共存。
虛空外型︰大劍（與真名虛空相同）
虛空能力︰物理斬擊及遠程斬擊
擅长使用的武器：格洛克17
恙神涯
配音員：中村悠一、渡邊明乃〈幼年〉（日本）；孫誠、林沛笭〈幼年〉（台灣）；葉偉麟、朱碧怡〈幼年〉（香港）
鼓吹日本獨立的反抗組織「葬儀社」的年輕頭領。與集一樣是17歲，卻是擁有相當勢力及領導魅力的少年，聲稱一切行動都只是為了一名女子（即真名）。養父為莖道修一郎。給人果斷、勇敢、強大的印象，過人的魅力及領導才能使其得到一眾有能之士所追隨。
精通槍械和格鬥術，僅憑肉身及槍械便有壓制終極咆哮的能力。看似為了目的不在乎別人的感受去使喚同伴，事實上是十分重視同伴生命的人。背負他人的生命使他經常感到壓力，不時會對祈訴苦。因為感染啟示病毒而擁有能辨別他人的虛空的能力，定期接受祈輸血使病情得以控制。
幼年時被綁架到日本，其後作為修一郎的養子被送進試圖人工培養出亞當（真名配偶）的「育成所」設施，接受多種實驗，被注射人工強化的啟示病毒。後趁亂脫逃，逃離過程中意外墜海，被當時單獨生活在大島的集與真名所救，暫時寄住在櫻滿家。
因為是從海裡來的而被真名取名為特里同。對真名抱持好感，及後發現真名的異變，企圖阻止卻失敗。於失落的聖誕（Lost Christmas）後發誓變強而離去。其後成為傭兵參與多項戰役，距今五年前於非洲戰役中與四分儀相遇，隨後被提攜。小時候對集相當憧憬，據稱現在的自己是模仿集的結果。
成功阻止修一郎復活真名的儀式後，要求集將重傷的自己與真名的靈魂一同刺穿，最後與真名靈魂一同消散。第二次失落的聖誕（Lost Christmas the second）後，在神識的指示下被莖道修一郎及櫻滿春夏等人通過虛空之石重新聚集靈魂並構成身體，於源質基因組研究所重生。重生後的涯為身穿白服及白髮外貌，右半邊臉被頭髮遮蓋，右眼已出現結晶化症狀但沒有惡化，因為「育兒所」的那段過去而稱莖道為父親。
在策動亞里沙發動革命後藉自己的步槍虛空的能力強行從楪祈身上取出大劍斬斷櫻滿集右手手臂，奪去其虛空基因組「王的能力」，並稱自己才是真正的王，而集只是掠奪者。在發表反抗聲明後使用由集身上奪走的虛空基因組「王的能力」。
其後更代表日本向聯合國以及全世界以256顆「白血球」衛星作威脅（實為虛張聲勢），禁止一切未經批准的軍事或反抗行動，否則其國家將會被白血球衛星毀滅。第二十話再向全世界發出最後通牒，宣布在十二月二十五號會發動全球性、完全化的第三次失落的聖誕。
在最後戰役中戰敗給集，將一切關於默示錄的真相告訴了集。因為自己無法違抗命運，於是以世界的命運作為賭注進行豪賭，希望憑藉讓自己成為魔王而促使集成長，再由集將自己與真名完全解放，否則便由自己完成真名創造新世界的使命去結束一切。最後與真名相擁再度消逝。
使用枪枝是魯格P08
虛空外型︰步槍
虛空能力︰能直接抽出目標的虛空並令其實體化，而不必藉助「王的能力」

### 葬儀社（Funeral Parlor）
篠宮綾瀨
配音員：花澤香菜（日本）；龍顯蕙（台灣）；顏頌怡（香港）
「葬儀社」成員，輪椅少女。人形機動兵器「終極咆哮」的操作人，擁有高超的操作技術。
17歲。性格倔強，充滿正義感的少女。平常會自行以輪椅四處行動，奉行獨立主義，不喜歡接受別人幫助。涯給予了她能派上用場的機會，因而成為「葬儀社」一員，對涯抱有仰慕之情。
第二次失落的聖誕後混入天王洲第一高校生活，對涯的死感到相當自責，從而變得自暴自棄。其後憑藉集「王的能力」再次得到派上用場的機會後不自覺地將對涯的感情轉移到集身上。天王洲学生解放作战中大多数学生不满并要求推翻集，她是少数几个始终支持集的人之一。
在集被推翻後與鶇一起反對涯的所作所為，在革命後的混亂中被以月島為首的葬儀社殘存人員救走，與颯太、谷尋、花音、鶇及部分學生一起被送到供奉院家提供的遊輪上安置，之後隨葬儀社殘存人員與櫻滿春夏會合。
原本打算代替集使用櫻滿春夏偷出來的最後一組虛空基因組抗衡涯，但因噓界的妨礙，間接令集取得並使用了該虛空基因組。最終決戰中駕駛史代納A9（anion）作戰，在月島的掩護與鶇的協助操作下擊敗了達利爾駕駛的鬼影。最後戰役的數年後，接受鶇的幫助，為教師考試努力中。在『外傳 DANCING ENDLAVES』的漫畫版中她不是葬儀社，而是隸屬於美軍海軍部隊，軍階為少尉，並且協助GHQ。
虛空外型︰高筒長靴
虛空能力︰能於空中滑翔
鶇
配音員：竹達彩奈（日本）；林沛笭（台灣）；石梓晴（香港）
「葬儀社」成員，14歲。活潑好動，十分優秀的電子操作手，全身穿戴黏著感應電極的服裝，並操控著全像投影顯示屏（類似電影《關鍵報告》中的操作方式），在葬儀社的行動中負責統籌情報、通訊等資訊的重要位置。
是對涯也不用敬語能同等對話的傲氣少女，並稱交情深厚的綾瀨為「綾姊」、稱大雲為「小雲」。第二次失落的聖誕後混入天王洲第一高校生活，在集成立武化王國後，表面是接受，事實是反對集的做法，並私下協助阿爾戈逃走。
在集被推翻後與綾瀨一起反對涯的所作所為，在革命後的混亂中被以月島為首的葬儀社殘存人員救走，與颯太、谷尋、花音、綾瀨及部分學生一起被送到供奉院家提供的遊輪上安置，之後隨葬儀社殘存人員與櫻滿春夏會合。最後戰役的數年後，為了令綾瀨考上教師而為其準備考試。
虛空外型︰掌上掃描器
虛空能力︰制造與真人外形相同的人偶，並能遠程操縱
四分儀
配音員：子安武人（日本）；陳彥鈞（台灣）；何偉誠（香港）
「葬儀社」參謀，涯不在時的指揮者，帶著一副眼鏡，本名不詳。負責協調葬儀社的日常運作，條理清晰思考實際的人才，經常跟著涯行動。
曾在五年前的非洲戰線中阻止涯自殺，發現其天賦過人，其後一直努力讓他成為王。第二次失落的聖誕（Lost Christmas the second）後被抗體逮捕及監禁。
第十九話中藉由在國際象棋中贏過噓界，換取與涯的會面，會面後決心要殺死現時的涯。在涯發表毀滅世界的宣言後突然出現在供奉院家提供給葬儀社殘存人員的郵輪上，奉涯的意思轉交玄周的日記給集。最後戰役的尾聲時槍殺研二，令鶇得以破解其電子操作。
城戶研二
配音員：岡本信彥（日本）；孫誠（台灣）；鄧燦陽（香港）
「葬儀社」成員。能夠和鶇匹敵的電子操作手。「東京天空樹爆炸事件」的犯人。事件後被GHQ逮捕囚禁，於第四話被「葬儀社」救回。
第二次失落的聖誕（Lost Christmas the second）後獨自失蹤。第十八話再次出現，並協助涯操作GHQ衛星「白血球」。控制電腦系統作出向全世界發放以白血球為威脅的宣言，事實上是虛張聲勢。在最後戰役的尾聲被四分儀槍殺。
虛空外型︰手槍
虛空能力︰重力消除
月島阿爾戈
配音員：胜杏里（日本）；陳彥鈞（台灣）；鄧燦陽（香港）
「葬儀社」成員，17歲，龍泉高中二年級生。喝飲料時有翹著小指的習慣。「葬儀社」的主力攻擊手之一，匕首與近戰格鬥的專家，使用槍枝也有一定水準，同時也擅長駕駛車輛穿梭在敵陣之中。第五話被指定為集的訓練者之一，負責近身格鬥。第二次失落的聖誕（Lost Christmas the second）後，天王洲第一高中周邊區域遭封鎖，受供奉院翁的委託潛入封鎖區營救亞里沙，期間與集重聚，但瞬間就判斷出集今非昔比。
其後因拯救在水底中缺氧的颯太，被集與谷尋等人拘捕，但得鶇協助逃脫，並與集發生戰鬥，最後被集強行抽出虛空（Void），最終無恙。在集被推翻後與與綾瀨、鶇等人一起反對涯的所作所為，在革命後的混亂中帶領葬儀社殘存人員救走颯太、谷尋、花音、鶇、綾瀨及部分學生，送到供奉院家提供的遊輪上安置。
最後戰役時隨集突入24區，在集與涯戰鬥時掩護綾瀨，以大口徑單兵武器清除隨同達利爾的一般機體。
虛空外型︰手電筒
虛空能力︰完全消除指定球形範圍內的所有光線，使用者則不受其影響；亦可干擾終極咆哮抬頭顯示器的雷達偵照系統
大雲
配音員：高口公介（日本）；宋昱璁（台灣）；翟耀輝（香港）
「葬儀社」成員，光頭大漢，主力攻擊手之一。沉默寡言，擅長使用槍枝與爆裂物，也會使用匿蹤斗篷以接近敵人予以綁架刺殺。
第五話被指定為集的訓練者之一，負責槍械認知與射擊。第二次失落的聖誕（Lost Christmas the second）後和阿爾戈及部分葬儀社殘存人員一起寄宿在供奉院家。
受供奉院翁的委託，協助阿爾戈潛入封鎖區，執行救出亞里沙的任務。後為保護偷出虛空基因組的櫻滿春夏而被噓界以彎刀殺死。
梟
配音員：藤東知夏（日本）；林沛笭（台灣）；王慧珠（香港）
「葬儀社」最年幼的成員。非常尊敬涯，常因為被涯稱讚而高興。
第六話的行動中被GHQ衛星「白血球」的砲擊重傷，臨終前仍念著對涯的感謝，涯為了讓其解脫而將他親手射殺。
倉知
配音員：川庄美雪（日本）；林美秀（台灣）；陳凱婷（香港）
供奉院家武裝集團首領，少數知道供奉院家與葬儀社結盟的人，是雙方之間的聯絡人。與櫻滿春夏是故識，供奉院翁在死前曾交代其「動用一切力量阻止恙神涯」。
在涯發表毀滅世界的宣言後，率領部分供奉院家武裝、國際傭兵團、葬儀社殘存人員與集一起前往24區對涯進行最後戰役。
在御台場崩塌之際將春夏博士救出。
飛那魯（Fyu-Neru）
楪祈的機械寵物，製作者為鶇，外型酷似電鍋，名稱源自於英文「葬禮」（Funeral）。有獨立思考模式與遠隔操控模式（大多為鶇操控），主要作為祈的保鏢伙伴及與葬儀社的聯絡工具，會攻擊試圖接近祈的陌生人。
能憑遠端操作對電子器材侵入破解（如：集家裡的電子鎖等），具備多種功能（地圖定位、攝像收音等），亦能作為電腦使用。鶇雖然有數台類似的機械寵物，但只有飛那魯設計與其他的不同。
第一話透過鶇操控伴隨祈盜取行動，祈將虛空基因組收藏在其機體中保護，後由集送回葬儀社本營。隨祈住進櫻滿家，時常協助家務，亦會把集的家居影像傳送至葬儀社。第二次失落的聖誕中以半毀的姿態尋找集，後來被集以祭的虛空修復，再透過鶇的控制去駕駛裝甲車承載集等人。封鎖其間被鶇當作秘密通訊基地台，暗中援助阿爾戈。
最終決戰時被安裝在集的懸浮代步工具上，最後被祐以念力控制的子彈擊毀，但本體無恙。最後戰役的數年後成家立室，家族成員為一名妻子與三名兒女（皆為鶇所製造）。

### 天王洲第一高中
校条祭
配音員：嶋村侑（日本）；林沛笭（台灣）；陳凱婷（香港）
現代映像研究同好會的成員之一，集的同學，16歲。
治癒系少女，貌似在男性學生中有相當人氣。為人善良，對所有人都非常溫柔。喜歡集，並知其許多鮮為人知的優點。
自小非常喜歡「和善的國王」的繪本，更指其善良的國王為初戀，認為集與其有眾多共通點。
第十五話因爆炸與集雙雙受到重傷，在利用虛空治療集時，虛空遭炮擊擊毀，繼而發生結晶化，臨終前表示希望集能成為像童話繪本的好國王。最後身體完全結晶化、在集的懷中碎裂消逝。在故事中最後戰役的數年後，眾人舉辦同學會並紀念祭生日快樂。
虛空外型︰繃帶
虛空能力︰能力為「修復」，能修復物件或治療人體
魂館颯太
配音員：阪口大助（日本）；孫誠（台灣）；李安邦（香港）
現代映像研究同好會的成員之一，集的同學，17歲。
性格率直的好動份子，與朋友相處之間沒有隔閡，亦因過於積極而被集視為難相處的對象，有時侯不太顧及別人感受。對祈抱有好感。第十五話在虛空等級制度的草擬名單上，被定為虛空能力值最低的F級。因為不滿擬定的階級制度與集的模糊應對，擅自聯同其他F級學生為證明自己能力而冒險行動。祭死後虛空等級制度正式實施，負責執行高風險的搜索活動，被限制疫苗提供。其後出現鋼皮症症狀且不斷惡化。
在解放作戰成功後，參與亞里沙發動的革命，連同其它學生將集迫入絕路。革命後在混亂中被以月島為首的葬儀社殘存人員救走，與花音、谷尋、綾瀨、鶇與部分學生一起被送到供奉院家提供的遊輪上。集重獲「王的能力」後，利用其虛空將颯太身上的啟示病毒連同鋼皮症症狀全數吸收，代替颯太成為病毒宿主。
虛空外型︰相機
虛空能力︰能力為「開啟」，被拍過的機關或物件都會被打開，亦能以射擊形式消除部份空間
寒川尋
配音員：水島大宙、花澤香菜〈幼年〉（日本）；陳彥鈞、林美秀〈幼年〉（台灣）；郭俊廷、朱碧怡〈幼年〉（香港）
現代映像研究同好會的成員之一，集的同學，17歲。擅長跟別人打交道，經常為集引發的誤會打圓場，是同學眼中的老好人。實際上是頭腦派角色。目擊集參與葬儀社活動，後來被集發現是毒品藥頭沙糖（sugar）而性情大變，跟集私下達成協議不要透露對方的秘密。
後因為需要大量金錢讓身患鋼皮症的弟弟繼續治療，將集出賣給GHQ。但不久後其弟潤因為病情嚴重無法醫治而被安排安樂死，為了保護弟弟開始了逃亡生活。第二次失落的聖誕後，在學生騷動中借勢推舉集成為學生會長，及後成為其參謀。因為資源短缺而提議虛空分級制度，藉此提高團體生存率，在祭死亡後正式實施。
因集性情劇變而暫代其管理大部份事務，並對集隱瞞祭的死因。最終在追捕阿爾戈的行動當中，意外使集得悉祭的真實死因，令集失去對谷尋的信任。革命後在混亂中被以月島為首的葬儀社殘存人員救走，與颯太、花音、綾瀨、鶇與部分學生一起被送到供奉院家提供的遊輪上安置。最後戰役的數年後為工作而四處忙碌，但工作內容未明。
虛空外型︰剪刀
虛空能力︰能力為「剪斷」，能切斷一切，包括生命
草間花音
配音員：壽美菜子（日本）；龍顯蕙（台灣）；朱碧怡（香港）
班長，集的同學，17歲。正經八百的眼鏡少女，但於朋友間相當活潑。與祭為相當要好的朋友，經常在戀愛方面鼓勵祭，對谷尋抱有好感。集為了熟悉能力想把祭當作抽取虛空的實驗者，後來意外地觸碰到花音的胸部，因此將集當做變態（後來由集道歉所解消誤會）。
虛空分級制度實施後，負責偵察與監視紅線（Red Line）圍牆的軍隊行動。革命後在混亂中被以月島為首的葬儀社殘存人員救走，與颯太、谷尋、綾瀨、鶇與部分學生一起被送到供奉院家提供的遊輪上安置。
虛空外型︰單鏡片眼鏡
虛空能力︰能力為「搜尋」，具有搜尋及偵察功能，類似千里眼
供奉院亞里沙
配音員：遠藤綾（日本）；林美秀（台灣）；程文意（香港）
天王洲第一高校學生會長，17歲。名門世家供奉院家的大小姐，長相秀麗端正，擁有優雅高貴的氣質，是校內男生們的夢中情人。
因為身為家族唯一繼承人而背負著沉重的壓力，一開始只是因為好奇而幫助集，但卻越陷越深。對涯抱有好感。第二次失落的聖誕後，以學生會長的身份於天王洲第一高校領導一眾落難的學生。被鶇指出沒有領導才能，其後更被難波等人所推翻。
據其祖父所指，上海最大財閥明華集團有要人對亞里沙一見鍾情，欲將她以政治工具形式娶走。在目擊虛空遭破壞而死亡的學生後，欲透過學校廣播公開事實，卻被櫻滿真名附身而精神錯亂的祈以虛空結晶制止，之後被關押。
在關押期間接到涯的策反電話。為了協助涯而密謀革命，其後以身體作為籌碼拉攏負責看守的難波，獲得有關解放作戰的資料（包含學生的虛空資訊等）。突破紅線後連同一眾學生以武力推翻集，後為了接近涯而加入GHQ。
在接受追捕祈的任務當中，途中遭遇對其祖父攔截，慌亂中以手槍擊殺自己的祖父，後被集威脅去找祈，意外讓集獲得最後一組虛空染色體。最後戰役的尾聲，與GHQ殘存成員在遠方凝望24區的毀滅，其後行蹤不明。
虛空外型︰分體式懸浮盾牌
虛空能力︰能力為「盾」，能抵擋一切攻擊
難波大秀
配音員：阪口周平（日本）；陳彥鈞（台灣）；黃龍傑（香港）
常與數藤一起行動、戴著眼鏡的學生。策劃煽動推翻亞里沙企圖成為新任學生會長。因噓界散布的謠言開始抓捕校內的葬儀社成員。輿論被推翻後企圖以手槍迫使眾人就範，亦被集所阻止。
虛空分級制度實施後，因其虛空被評為最高階的S級而進入核心親衛隊。表面上服從集，但實際上對集沒有忠誠心。奉集之命監視亞里沙，其後因為亞里沙的誘惑，與其成為互惠互利的關係，協助革命行動。解放作戰成功後與數藤、寶田等人背叛集，其後虛空被涯抽出，與數藤、寶田的虛空組合成飛彈型虛空迎擊聯合國戰機，虛空爆破後死亡。
虛空外型︰拳套
虛空能力︰物理攻擊
數藤隆臣
配音員：樋口智透（日本）；孫誠（台灣）；何偉誠（香港）
常與難波一起行動、留著長髮的學生。因噓界散布的謠言開始抓捕校內的葬儀社成員，意圖對綾瀨等人施暴。
虛空分級制度實施後，其虛空被評為最高階的S級而進入核心親衛隊。與難波一樣並沒有完全信服於集。解放作戰成功後與寶田、難波等人背叛集，其後虛空被涯抽出，與寶田、難波的虛空組合成飛彈型虛空迎擊聯合國戰機，虛空爆破後死亡。
虛空外型︰撞撞球
虛空能力︰物理攻擊，亦能用投擲方式作遠程攻擊
寶田律
配音員：津田美波（日本）；林美秀（台灣）；朱慧珊（香港）
核心親衛隊一員，與緣川為好朋友關係。解放作戰成功後與數藤、難波等人背叛集，其後虛空被涯抽出，與數藤、難波的虛空組合成飛彈型虛空迎擊聯合國戰機，虛空爆破後死亡。
虛空外型︰電擊槍
虛空能力︰能產生高壓電流
緣川雅火
配音員：渡邊明乃（日本）；林沛笭（台灣）；杜翠翎（香港）
核心親衛隊一員，個性陰沈的眼鏡少女，與寶田為好朋友關係，相當仰慕成為會長的集。解放作戰成功後，因涯斬斷集的手臂而憤怒失控，虛空遭Ghost部隊以機槍擊毀而死。
虛空外型︰鐮刀
虛空能力︰物理攻擊

### GHQ
達利爾·楊（Daryl Yan）
配音員：內山昂輝（日本）；宋昱璁（台灣）；何承駿（香港）
17歲（生日為8月23日），階級是少尉。父親為GHQ的司令官。
擁有「殺人狂達利爾」的外號。極度厭惡肉體的接觸，甚至會殺掉碰到他身體的人。
愛槍為奧地利製的自動手槍Glock17。
被莖道修一郎蠱惑而親手射殺其父親，後對鶇有異樣好感，稱其為「小矮子」。
在涯剛復活後，由於不滿上級保護恙神涯的命令，而作出反抗，最後機體被同袍圍攻導致爆炸，其本人及時脫離因此無恙，同時也意外創造了機會讓鶇等人逃走和令祈有時間救走集。
在最終決戰中，自願成為實驗體來操控Gespenst。最後戰役尾聲被安德雷以性命為代價所救，後去向不明。
虛空外型︰投射槍（又名萬花筒）
虛空能力︰能夠產生能量障壁，可以將光束反射和防禦實彈攻擊
莖道修一郎
配音員：井上和彥／台：孫誠（台灣）；梁志達、葉鎮洲〈少年〉（香港）
源質基因組研究所所長，兼任抗體局長。櫻滿春夏之兄。與櫻滿玄周是摯交，兩人一起進行對啟示病毒（Apocalypse Virus）的研究，但在冴子死後，因為對神識守墓者提出的交易意見分歧而分道揚鑣，玄周留在母校繼續研究，修一郎則進入了神識守墓者秘密建立的研究所。
失落的聖誕（Lost Christmas）爆發前殺死玄周後奪走了玄周的日記，將其研究成果據為己有。第十一話運用研究所成果發動了生化政變（第二次失落的聖誕），殺死總司令楊後接管了GHQ，並將責任嫁禍給葬儀社。第二次失落的聖誕（Lost Christmas the second）爆發後，接任日本臨時總統，協助處理爆發後的病毒擴散情況。最後戰役尾聲時，對自身使用病毒自殺死亡。
楊
配音員：土師孝也（日本）；陳彥鈞（台灣）；郭立文（香港）
GHQ的司令官。階級為少將。達利爾·楊的父親。第十一話和女秘书一起遭到被莖道修一郎蠱惑的達利爾·楊以Gautier型號的終極咆哮射殺。
古安
配音員：志村知幸（日本）；孫誠（台灣）；黃志明（香港）
身材高大的黑人，為劇情中最先出現的GHQ軍官，階級為少校，常被達利爾瞧不起。在與葬儀社交戰中，遭到櫻滿集藉由抽取達利爾的虛空所產生的反射盾，反彈GHQ發射的雷射光束擊中座車而被炸死。
噓界·巴魯茲·誠
配音員：神奈延年（日本）；陳彥鈞（台灣）；翟耀輝（香港）
抗體的高階指揮官之一，階級為少校，左眼有接受改造；興趣是用手機玩填字遊戲。為人精明能幹，但手段激進，為達目的甚至不惜殘殺不同部門的己方士兵。
第二次失落的聖誕爆發後，因為莖道修一郎接任日本臨時總統而被升為抗體局長。病態地在意集的動向，以「像是初戀一般」來形容自己對集的感覺，原因是喜愛集使用虛空時所散發的光芒。為得到虛空基因組而自薦追捕櫻滿春夏，最後被集以谷尋的剪刀型虛空剪斷其生命線而死亡。
櫻滿春夏
配音員：藤村知可（日本）；龍顯蕙（台灣）；王慧珠（香港）
櫻滿玄周的第二任妻子，集的繼母，與集關係良好。源質基因組研究所主任兼副所長。與莖道修一郎是兄妹關係。有一點天然呆的大美女，對工作以外的事都漫不經心。
很早以前就與櫻滿玄周相識，在冴子死後成為玄周的直屬研究生，因為憧憬孤獨地與病毒奮戰的玄周而與其越走越近。
婚後第一年就把被留在大島上的真名、集與涯帶出了大島，想要全家人一起過聖誕，卻因此造成了因為真名感染的啟示病毒（Apocalypse Virus）發病時的大爆發（即失落的聖誕（Lost Christmas））。
第十一話被迫協助莖道修一郎的政變，第二次失落的聖誕（Lost Christmas the second）後一度失蹤，之後現身於抗體一方，為了讓集失去力量、脫離悲劇的「王的宿命」而在24區協助莖道復活恙神涯。
復活涯後與於研究所偷取最後一組虛空（Void）染色體並逃脫，稱其為「最後也是最糟糕的希望」，意圖阻止莖道修一郎，原計畫在逼不得已的時候將其交給集。後在倉知的引導下與葬儀社殘存人員會合，雖然篠宮綾瀨自願使用，但因為噓界的追捕而導致染色體意外掉落在集的面前，間接令集重新得到「王的能力」。
當病毒女王發動第四次默示錄期間前去聲討其哥哥莖道，後被倉知驅車從崩塌中的御台場救出。
丹·伊格曼（Dan Eagleman）
配音員：最上嗣生（日本）；孫誠（台灣）；郭立文（香港）
GHQ上校。曾在第七集策劃了對供奉院家豪華郵輪發動的飛彈攻擊以炸死供奉院翁與恙神涯；最後在莖道修一郎策動的動亂中為了掩護春夏逃走而被噓界殺死。
安德雷·羅文（Andre Rowan）
配音員：野坂尚也（日本）；宋昱璁（台灣）；葉偉麟（香港）
溫文的眼鏡青年，噓界的輔佐官，兼任達利爾的通訊士，階級為上尉。充當常識人的角色，對抗體的虐殺行為反感，但仍追隨莖道與噓界參與叛變。
最後以自己性命製造空檔讓達利爾逃離國聯軍的追捕。

### 其他人物
櫻滿真名
配音員：茅野愛衣（日本）；林美秀（台灣）；蔡雁紅（香港）
集的親姐姐，是第一個發現隕石（即虛空之石）墜落地球後的位置的人，由於手指被隕石尖銳的棱角劃傷，而成為了啟示病毒第一個感染者，神識稱其為夏娃，即將來帶領人類進化到下一世代的始祖。
在感染病毒後導致人格發生變化，或產生新的人格（姑且稱其病毒真名）並逐漸侵蝕其本人靈魂，剛開始時由於没完全掌握力量，所以偶爾會出現結晶冒出體外的現象，但因為她能控制病毒，所以没有被完全感染變成結晶。
在啟示病毒（Apocalypse Virus）發病時——也就是病毒真名占據時向集示好，但被集稱做「怪物」推開，失控產生了一場爆炸，引燃了教堂。爆炸後人格恢复到真名本人，向集和涯道歉並大喊：“但姐姐也害怕啊，這樣下去我就要失去自我！”（祈後來的害怕也是因為如此）最後病毒「暴走」而造成失落的聖誕（Lost Christmas），其身體最終在暴走中自毀。據第十二話莖道的描述，當時相當繁華的整個六本木（堡壘地區）都是被真名的虛空能力所毀滅。
其靈魂在莖道修一郎以虛空之石發動的「復活儀式」中出現，病毒真名向集發動攻擊，而真名本人的靈魂則還在沉睡。雖儀式被葬儀社的行動打斷而失敗，但是病毒真名已經被完全植入祈體內，因此在儀式失敗後，病毒真名並未消散只是因為失去力量而在祈的身體裡沉睡，並隱約地影響著祈。真名本人的靈魂則與涯在第二季复活，第二十一集開篇以回憶的方式交代了涯與daath的談話，並在那時指定涯為未來的王。
其力量在失落的聖誕（Lost Christmas）時飛散出去，混入了其他人的虛空之中。但是只要集抽出了虛空並使用，碎片就會重新回到真名體內。祈被涯抓走後在祈的身體裡復甦，已恢復部分力量並占據了祈的身體。於第二十話OP前即與涯交流，於第二十一話完全復活。
在最後戰役中復活後，隨即進行第三次全球化失落聖誕，根據涯所說真名有殺不死的理由，但當進行中途由於涯戰敗而告吹。在其本人意識下，擁有自由操控啟示病毒的能力。
虛空外型︰大劍（與楪祈虛空相同）
虛空能力︰物理斬擊及遠程斬擊
佑
配音員：西墻由香（日本）；龍顯蕙（台灣）；朱碧怡（香港）
在第六話初次登場，被涯稱為神識守墓者。
使用了莖道從大島搶走的虛空基因體組，擁有「王的能力」，但右手紋章與其餘兩組虛空染色體所形式的紋章不同。協助莖道抓捕祈去完成召喚真名的靈魂儀式，但在中途於集和涯的介入後認為莖道已經失敗了而獨斷將其送走。
在第二次失落的聖誕後，策劃利用集收集真名的碎片，再將他迫入絕路。及後與莖道和春夏利用虛空之石令涯復活。在亞里沙發動革命前先行抽取涯的虛空給涯使用（第二階段能力），令涯成功地奪走集的「王的能力」。
據玄周的日記中記載，神識早在發現啟示病毒時便指派佑接觸櫻滿玄周及莖道修一郎，並通過佑表明真名、啟示病毒與實現第4次啟示錄的關係。最後戰役中說明自己就是神識代言人亦為其實體，其後被集打敗，消散於半空生死未卜，「王的能力」亦沒有因此轉移至集。
能操縱超常的物理現象（將子彈固定於半空再發射等等）、能浮遊於半空或是化成沒有實體的形態（白色絲帶）閃避攻擊、能夠以異空間作為移動手段，出其不意的出現於某處。一切成因不明。
年齡不詳，外表看似17歲，但在2023年便以相同樣貌與莖道修一郎和櫻滿玄周在大島相遇，時隔16年後，樣貌依舊沒有改變。
虛空外型︰弓箭
虛空能力︰將射出的箭化為結晶攻擊敵人或束縛
櫻滿玄周
配音員：關俊彥（日本）；宋昱璁（台灣）；黃志明、杜景煜〈少年〉（香港）
真名與集之父，冴子與春夏之夫，前舊天王洲第一大學教授，知名的優秀遺傳學家。與莖道修一郎是摯友。為啟示病毒（Apocalypse Virus）首位研究者，並且是啟示病毒研究學權威，春夏的指導教授。與冴子結婚後搬到冴子的故鄉大島，在大島進行基因共鳴方面的研究。
在元配冴子死亡後將真名與集留在大島，孤身北上東京繼續進行啟示病毒（Apocalypse Virus）的研究，在失落的聖誕（Lost Christmas）爆發的那一年與學生春夏再婚。
失落的聖誕（Lost Christmas）爆發前遭忌妒其才華的莖道修一郎以手槍射殺，其後的暴動掩蓋了原本的痕跡而被誤判成暴民所為。死後與元配冴子一起葬在大島。
在玄周日記中記錄亦是首位解開啟示病毒（Apocalypse Virus）的秘密的研究學者，並從研究之中得出如何引發啟示病毒變質，及研究能夠對抗唯一方法虛空基因組。
在研究啟示病毒（Apocalypse Virus）的期間把一組「王的能力」藏匿在大島的研究所中，後被莖道搶走。
四條冴子
聲：無
櫻滿玄周的第一任妻子，真名與集的生母。在當時的校內是頗具名氣的醫學系的系花，在玄周與修一郎進行啟示病毒的研究前就已經懷了真名。
在懷有集時鋼皮症發病，最後以性命為代價生下背負「王的宿命」的集。
寒川潤
配音員：津田美波（日本）；林沛笭（台灣）；駱慧怡（香港）
寒川尋的弟弟，鋼皮症第四期的重症患者，性命垂危。因為惡化過度已無法治療，原本即將被處分掉。但是在第四話葬儀社的攻擊行動中被哥哥谷尋偷偷帶著逃離。
與涯一樣擁有能夠辨識虛空（Void）的眼睛，據本人說明是鋼皮症結晶帶來的能力。因為認為自己妨礙了谷尋的人生，曾多次想自殺都沒有成功。
第九話時意外將靈魂轉移到了終極咆哮之上，以哥哥谷尋為要脅，迫使集用谷尋的虛空殺了他。
供奉院翁
配音員：寶龜克壽（日本）；陳彥鈞（台灣）；黃志明（香港）
亞里沙的祖父，供奉院家族當代掌權人。受國內外的經濟不振影響，長年為供奉院家的未來憂心。後在涯的安排下見識到了虛空（Void）的力量，認為葬儀社有改變世界的能力而與涯合作。
固守著傳統武士道的老人，對已經訂下的約定十分重視，因此即使在涯死後仍願意遵守盟約，安置葬儀社的少部分殘存人員。其本人身手亦十分不俗。雖然同意與葬儀社合作，但是其本人並不喜歡涯，直言涯是一個「除了自己的目的以外什麼都不顧的男人」。
十分厭惡殘害日本人民的GHQ，因此在得知寄予厚望的繼承人亞里沙竟加入了GHQ後非常失望，在安排好家族中的事務後孤身前往攔截亞里沙欲執行家法，最後被亞里沙所射殺。

### 遊戲『失落的聖誕』人物
史庫路奇（Scrooge）
配音員：櫻井孝宏（日本）
遊戲《罪惡王冠--失落的聖誕》的主角，是人工培養出亞當（真名配偶）的「育成所」設施內佑的實驗中產生的基因強化實驗體之一，其實驗結果是讓史庫路奇擁有王之能力和超人般的肉體，但是王能力並不完全。由於不完全關係，被右手所觸碰的人全都會結晶化而直接死亡，而肉體方面雖然看起來並無產生結晶化異狀，但在腦部已產生結晶化。
在實驗中甦醒時沒有記憶，也是因為接受實驗後腦部產生結晶化的結果之一，雖然被右手所觸碰的人全都會結晶化，只有名為「卡洛爾」的少女並不會產生結晶化死亡，相反的可以成功發動王的能力取出虛空。
卡洛爾
配音員：阿澄佳奈（日本）
與史庫路奇同一個研究設施的神祕少女，實質上也是基因強化實驗體，擁有複數個虛空，這是實驗的結果。一般人被取出虛空後，虛空損毀就會死亡，但卡洛爾並不會，本來在夏娃誕生前的人是不會有虛空，而且虛空1個人只會有1個。在OVA中取出的虛空只有電鋸劍一種，在遊戲中共被取出8種虛空，其中最後第8種顏色是根據遊戲的最後選項來選擇。
虛空外型︰電鋸劍
虛空能力︰物理斬擊及護盾
德魯德
卡洛爾撿到的野狗，脖子上有手術痕跡，能取出虛空是因為在手術中感染啟示病毒的關係。
虛空外型︰飛鏢
虛空能力︰投擲攻擊
普莱泽特（Present）
配音員：小林優（日本）
追击Scrooge等人的追跡者－Ghost(亡灵)三人中的一人，代号「Present」(现在)。名称来自狄更斯的名作《圣诞颂歌》。
金色长发，外表艳丽，嗜虐成性，喜欢Scrooge。跟Scrooge一样同为实验体，能将周遭的人给结晶化，並拥有自由操控啟示病毒结晶的特殊能力。最終死于Scrooge抽出的圣杯虚空下。
帕斯特（Past）
配音員：高垣彩阳（日本）
追击Scrooge等人的追跡者－Ghost(亡灵)三人中的一人，代号「Past」(過去)。
是操纵著才刚实用化不久的远距离操作型机器“End Rave”的驾驶者。因为End Rave才刚进入实用化的阶段，所以相关的机体都有过于夸张的外观。
其真身分是樱满集与樱满真名的亲生母亲—四條冴子。
游戏中在「失落的聖誕」時，尽管电源被切断后被认定失去了操作能力，但其人格却与End Rave本身融合，始终保留着保护自己女儿的心願，最终被Scrooge的圣枪击穿机体，消失于爆炸之中。
耶特·图·卡姆（Yet To Come）
追击Scrooge等人的追跡者－Ghost(亡灵)三人中的一人，代号「Yet To Come」(未來)。
其真实面貌是因感染了啟示病毒而无法出生的Scrooge与Carol的孩子。
经由Daath的人体试验，强化基因组试验体之间的交配而导致Carol的子宫癌化，在子宫中不断重复着诞生与死亡，是Scrooge一直使用的虛空。

## 用語
虛空（Void）
隱藏於人體基因密碼中的一段特殊基因組，是在研究啟示病毒時偶然發現的，用涯的話來說就是「人內心深處最真實的理想」，與基因一樣，每個人都有一種不同且具唯一性的虛空。
雖然虛空具有唯一性，但並不是固定的，外觀與能力都會可能隨內心變動而改變。
虛空是啟示病毒把內心形象實體物質化後的表現，也是人體防禦啟示病毒（Apocalypse Virus）的最後防線，所以一旦虛空（Void）遭到破壞，便意味著擁有者身體防線崩潰，無法抵禦病毒入侵，身體會立刻出現結晶化現象並迅速惡化，結晶會在極短的時間內佈滿全身，最後碎裂消逝。
接受了特殊基因——虛空基因組「王的能力」的人能抽出虛空，把其實體化並使用，但受三條規則影響：
1. 虛空只能取自17歲以下的人，因為只有在17年前攜帶啟示病毒的隕石撞擊地球後出生的人才具有虛空。
2. 被抽取的人會因為解放基因區內訊息所造成的衝擊而失去抽取前後的記憶。
3. 抽取時必須直視對方的雙眼或是讓對方感覺自己正在被注視，否則將無法抽取虛空。

另外，接受者的接受部位在發動能力時會出現「王的紋章」（集、恙神涯和佑是在右手）。
三組虛空基因組的擁有者分別是恙神涯、佑、櫻滿集。
第二階段虛空能力，被抽出虛空者能保有記憶且不會昏迷，並可使用自身虛空能力以及隨時解除。但假若另一方不知情或被強行抽出時仍會昏迷。（如集在第十四話突然抽取學生的虛空和在第十五話強行抽出祈的虛空）。
「王的能力」可與自身的虛空武器作融合使用。如第十八話中涯遠程抽取三名學生虛空、第十九話集製造自身的新右手並吸收颯太的症狀。
由於櫻滿集使用全身性虛空基因時右手不存在，所以虛空紋章出現在左手，另外，全身型虛空基因在發動時會在全身體表出現線條狀紋路。
虛空等級（Void Rank）制度
於第十四話由寒川谷尋所編成，又稱「武化等級制」，按每人的基因共嗚系數（即虛空的強度），由最高的S級（共鳴系數最高）至最差的F級（共鳴系數最低）。
谷尋曾說「現在起，虛空等同人的價值。」（因處於戰亂，虛空等級高低意味著人的價值）
在疫苗不足時，優先配給高級數的人。
第十七話因為已逃出封鎖區及集被推翻而被廢棄。
由於動畫中沒有詳細說明，因此下列名單中僅列出已知或是可合理推論者。
- 最高級：櫻滿集（虛空抽取者/使用者）
- S級：楪祈（大劍）、校條祭（繃帶）、篠宮綾瀨（高筒長靴）、供奉院亞里沙（懸浮盾牌）、核心親衛隊（鐮刀、拳套等）
- A-E級：草間花音（偵察鏡片）、學校學生（十字弩、回力鏢等）
- F級：魂館颯太（機關相機）、學校學生（冰箱等）

啟示病毒（Apocalypse Virus）
十七年前（西元2022年）由隕石攜帶墜落地球，並在2029年的東京爆發的強大太空病毒，造成無數人死亡，也讓日本政府的政權瀕臨崩潰，不得已之下接受GHQ的临时軍事監管。
結晶化
由啟示病毒（Apocalypse Virus）所引起的病症，症狀是身體會開始慢慢的變成紫色羽毛狀結晶。
不治之症，不過只要定期注射疫苗就可以預防，但仍有極少部分人因為體質與疫苗不合而不幸染上此病。
GHQ仿照一般癌症的分類方式，將各階段的症狀分「期」，而惡化到「第四期」的患者已經是重症，隨時可能死亡。
包括十年前的感染者在內，仍有為數不少的發病者被隔離在24區的設施內進行治療。
白血球（Leukocyte）
由衛星集合而成的軍事用攻擊衛星。威力能夠輕易毀滅一個國家。原目的是在萬一日本疫情無法控制時，可隨時摧毀疫區。
第五話成功開發完成並成功破壞預定目標，涯在白血球攻擊之前進入了目標區域，受到白血球攻擊，最後涯受了輕傷，同行的梟與其他成員重傷身亡。
在涯被攻擊後，葬儀社對白血球的控制中心發動了攻擊，在控制室的戰鬥破壞了控制核心，導致白血球一號衛星落向東京，涯本打算用噓界給集的那支筆為標的，將自己與白血球一號和三號連成一線，用白血球三號的攻擊來消滅掉失控的一號，但此時真名的人格出現在祈身上，為集引導出結合了城户和祈兩人虛空的炮擊型大劍，一擊打掉了下落中的一號和准備攻擊的三號白血球。
重生後的恙神涯揭露白血球衛星共有256顆，但全都是假話，目的為恐嚇全世界。
最後的一顆白血球二號衛星在動畫第18集時，一擊摧毁了在太平洋上的第七艦隊。
諾瑪珍
別稱「砂糖」（Sugar），是近幾年在日本各都市之間流行起的新型毒品，比任何毒品效果都強且具高度成癮性。
開發啟示病毒（Apocalypse Virus）的疫苗時偶然發現的副產物，GHQ當作財源之一，秘密外流給毒品藥頭，負責控制的人為噓界少校。
失落的聖誕（Lost Christmas．ロストクリスマス）
因為對啟示病毒（Apocalypse Virus）蔓延而絕望的人們所造成的一連串大暴動的總稱。
起因是病毒的第一位感染者櫻滿真名發病暴走，病毒在東京六本木地區造成毀滅性破壞，完全沒有應對經驗的恐慌群眾在有心人士的煽動下爆發暴動。
暴動造成日本政府功能全失，聯合國的跨國部隊GHQ趁機介入，並以此為藉口接管日本。
第二次失落的聖誕 （Lost Christmas the second）
莖道修一郎藉虛空之石喚出啟示病毒（Apocalypse Virus）原感染者櫻滿真名的靈魂，以楪祈作媒介及新軀殼，試圖透過儀式將真名帶回人世，創造新世代的人類，冠上「王」的稱謂，同时讓真名當上夏娃。
雖然儀式因為葬儀社的干涉而中止，但虛空之石所帶來的衝擊造成啟示病毒再次大量蔓延感染，被稱為第二次失落的聖誕 （Lost Christmas the second）。
紅線（Red Line）
第二次失落的聖誕 （Lost Christmas the second）後，GHQ所劃定的封鎖區範圍，因為以紅色的雷射線做標示，故稱紅線（Red Line）。
除原本的堡壘地區以外，擴大包含了在堡壘地區外，相鄰的天王洲第一高中等地，封鎖區的學生與居民皆被視為重度感染者。
紅線外駐有GHQ的鬼魂部隊，表面上是防止疫情擴散，實際上就是讓裡面的人無法逃出，在封鎖區等死。並且不斷的壓縮紅線區域，以逼迫17歲以下的青少年向集所在的天王洲聚集（動畫第十六集，三人在地下討論此計劃），當集抽取其虛空時，因失落的聖誕被分散的真名靈魂碎片就能被漸漸聚攏，以再次讓真名蘇醒。（動畫第二十一集涯向祈注入的東西）
六本木墜機事件（小說）
西元2029年11月1日，象徵成功者的六本木高樓群中一架所屬不明的直升機墜毀事件，死者約20名。
葬儀社（葬儀社）
以推翻GHQ，恢復日本真正主權為目標進行各種恐怖活動的地下組織，首領為恙神涯。
自稱「世界總是迫於選擇，適者生存，這就是這個世界的規則。我們為被淘汰之人吟唱葬歌，因此名為葬儀社。這個名字代表我們是送葬者，召示著我們是能夠繼續生存的存在。」
在海外另有支援者提供資金與物資，國內則與供奉院家達成協議，由供奉院家負責替葬儀社在國內運輸軍事物資。
在第二次失落的聖誕（Lost Christmas the second）後，因為首領恙神涯的死亡而四散，成員各散東西，部分死亡或下落不明。已知下落者包括：四分儀（遭GHQ逮捕）、月島、大雲與部分殘存者（被供奉院家收留）、綾瀨和鶇（隨集混入了天王洲第一高中）。
在恙神涯被復活後發現恙神涯根本只是把他們當棋子利用而與其決裂，殘存人員在幾名幹部的維持下勉強維持運作，後隨集、倉知等人前往24區與涯進行最後決戰。
倖存人員在戰後解散，回歸正常生活。
GHQ
啟示病毒（Apocalypse Virus）事件之後，全日本包括自衛隊在內皆陷入失落的聖誕（Lost Christmas）的陰影，政府也完全失去約束力。
此時跨國組織緊急派出部隊進行秩序管理與病毒疫苗的研發，最後終於控制住病毒蔓延，而該部隊也以日本政府不可信任為由接管日本國防與警察等權力，即為GHQ。
源質體基因研究所
GHQ下屬，但是又相對獨立、位於24區的機密特殊研究機構。
為研究虛空基因而設立，同時也負責啟示病毒（Apocalypse Virus）與鋼皮症的治療與研究，「虛空基因組」就是在這裡製做出來的。
所長為莖道修一郎，集的繼母櫻滿春夏也是其中一員。
抗體（Antibodies）
正式名稱為「特殊病毒災害應變局」通稱「抗體」，GHQ所屬武裝部隊。
原由莖道修一郎兼任局長，第二次失落的聖誕 （Lost Christmas the second）後因莖道升職為臨時總統而由噓界・巴魯茲・誠接任局長。
擁有對人民進行「淨化」的權力，即只要認定是啟示病毒（Apocalypse Virus）感染者，不需確認就能直接射殺。
日本民間稱為「白服」，對此部隊皆深惡痛絕。
神識（Da'ath）
極為古老的秘密結社，名字源自於希伯來文"Da'at"，其存在甚至比共濟會還要悠久，有超過1000年的歷史。
成員不斷擴散，疑似已滲透到所有組織中。目前只出現一名成員（佑）。
終極咆哮（End rave）
全名Endoskeleton remote slave armor（內骨骼型遠距操縱裝甲），配備輪子可供高速滑行，部分機種則配備步行／滑行模式變換功能。
人形機動作戰裝置，運用特殊的「基因組共振傳輸技術」讓操作者的意識投射進機體，遠距離操縱以電力驅動的武裝兵器；此外用遠距神經連結控制的座艙可安裝在建築物或車輛中。
因為在發生重大故障時可能會出現逆流信號反衝殺死操作者的危險，所以裝有名為「拯救」的保險系統，在發生危險時會強制將操作者從操縱裝置切離。該系統亦可以由指揮部的操控台手動啟動。
另外，當意識進入機體後，自身狀態為沉睡狀態（不知自身周圍的情況）。假若在操作狀態中，遠端操作艙或是投射意識的機體被摧毀，操作者都會同時死亡。（若機體瞬間被擊毀，保險系統不及啟動，仍會造成操作者死亡）
目前已知的型號有以下幾種：
Jumeau
葬儀社最早使用的量產機型，其中一部由篠宮綾瀨操作，第二話救援祈與集的行動中被達利爾以史代納擊毀
葬儀社在羽田機場奪取虛空之石的行動中，出現多部隸屬於葬儀社的Jumeau；後來在第20集的決戰中，除了葬儀社殘部的Jumeau以外，供奉院私人軍隊的殘部也使用此機種。
最舊式的機型，目前已被完全淘汰。
Gautier
大量製造的量產型機種，外觀以墨綠為主色，機型笨重、稜角分明。
史代納（Steiner）
GHQ研究出來的最新機型，相較於Gautier，各項性能均有大幅度的提升。
外觀和Gautier有明顯分別，全機白色塗裝，裝甲輕巧流線。
只有一架原型機，原由達利爾·楊駕駛，第二話因達利爾被集抽出虛空而昏迷後遭葬儀社奪走，並由篠宮綾瀨駕駛。
第十一話葬儀社的攻擊行動中遭到抗體的裝甲部隊圍攻損傷：第十二話受到真名的攻擊而徹底毀壞。
史代納A9（anion）
史代納的後繼原型機，由葬儀社與供奉院家族合作研製，最終戰中由篠宮綾瀨駕駛。
擁有懸浮飛行系統和浮游炮系統，並設置外接插座，能在無線傳輸受限時與操作艙釋出的電纜連接，進行有線操控。
鬼魂（Ghost）
史代納的量產型機種，因為量產需求而在部分設計上作了妥協，特色為可不需操作者控制，全部由電腦系統操控。
外觀以紫色為主色，稜角分明，壓低並固定機身後可利用機體背後的長砲管作出定點炮轟。
在第二次失落的聖誕（Lost Christmas the second）後開始服役，最初駐守在紅線（Red Line），紅線事件之後成為常用機體。
除GHQ的部隊外，聯合國軍隊亦全面配裝該機種。在真名發動第四次默示錄時，由於東京灣出現遠超過失落聖誕的高能基因共鳴，機體的遠程共鳴系統被幹涉導致失能。
鬼影（Gespenst）
由抗體最新研發的超大型機種，因為是實驗中的機體，因此需要有實驗體來進行測試。
外觀以虛空的紫黑色和白色為主，體積是一般機型的數倍，以操作者的虛空進行驅動。
在第二十一話初次登場，並由達利魯.楊自願成為其實驗體。
特點是不需要操作者戴上頭盔來意識投射進機體（此機種以前的終極咆哮全都需要戴上頭盔進入沉睡狀態來操作機體），而是利用以手術植入胸口中的虛空基石來連結機體。能確保自身能清醒同時亦能操控機體，因此能確保自身肉體的安全。
此外，由於裝備虛空基因模擬器（試驗階段），操作者能藉由此機體使用自身的虛空能力（最後決戰時，達利魯使用了自身的萬花筒能力），但由於技術仍有缺陷，使用過度會令自身出現鋼皮症症狀。該裝置在祈發動基因共鳴抵抗真名的共鳴時失靈，使達利魯的萬花筒消失，绫濑和鸫借此機會擊毁了鬼影。
24區（御台場）
幾乎佔據了整個台場地區的巨大建築群，由GHQ建造，作為日本進入和平秩序的象徵。
核心建築是建於東京灣之上，集行政、軍事、研究、醫療為一體的海上都市，為GHQ的總本部。
涯復活後成為其活動基地。
最終決戰後因為建築結構無法承受櫻滿集與恙神涯戰鬥引起的高強度基因共鳴而崩毀。
堡壘地區（六本木）
十年前失落的聖誕（Lost Christmas）爆發地點，事件後遭到GHQ的封鎖。
葬儀社據點的所在地。內部倖存的人因為有高患病風險所以無法接種疫苗，不具有任何身分，均為未登錄居民。

## 製作人員
- 監督：荒木哲郎
- 助監督：田中洋之
- 系列構成：吉野弘幸
- 副系列構成：大河内一楼
- 角色原案：redjuice（supercell）
- 動畫角色設計：加藤裕美
- 總作畫監督：矢萩利幸、門脇聰
- 主動畫師：淺野恭司、千葉崇明
- 機械設計：竹内敦志、常木志伸、胡拓磨
- 製作設計、畫像總監：森山洋
- 副角色設計、小物設定：尾崎智美
- 美術設定：谷内優穗、金平和茂、末武康光
- 美術監督：竹田悠介
- 3D監督：佐藤敦
- 色彩設計：廣瀨泉
- 剪接：肥田文
- 主題曲、插入曲：ryo（supercell）
- 音樂：澤野弘之
- 音響監督：三間雅文
- 製作人：和田丈嗣（Production I.G）、南成江（Aniplex）、木村誠（富士電視台）
- 動畫製作：Production I.G 第6工作室
- 製作：罪惡王冠製作委員会（Aniplex、富士電視台、Production I.G 、電通、Movic）

## 主題歌
在2011年5月到7月间举行的Supercell的面试中，约2000人中被选拔出的（讀作Koeda）（15岁）担当本作的片头曲主唱；楪祈作为EGOIST主唱，本作中插入曲与片尾曲由在同一次面试中被选拔出的Chelly（17岁）担当。
片头曲「My Dearest」作为"supercell 4th single"的收录曲，在2011年11月23日被发表。作为作品中的歌手「EGOIST」的单曲CD，片尾曲「Departures 〜あなたにおくるアイの歌〜」在2011年11月30日被发表。CD插图为redjuice的画像。

### 片頭曲
「My Dearest」（第2 - 12話）
作詞、作曲、編曲︰ryo（supercell）
歌︰supercell（Sony Music Records）（こゑだ（讀作Koeda））
「The Everlasting Guilty Crown」(永恆的罪惡王冠)（第13 - 22話）
作詞、作曲、編曲︰ryo（supercell）
歌︰EGOIST（Vocal:chelly）（Aniplex）

### 片尾曲
「Departures 〜あなたにおくるアイの歌〜」（Departures 〜送給你的情歌〜）（第1 - 12話、第22話，每話插图根据当話内容均有不同）
作詞、作曲、編曲︰ryo（supercell）
歌︰EGOIST（Vocal:chelly）（Aniplex）
「告白」（第13 - 21話）
作詞、作曲、編曲︰ryo（supercell）
歌︰supercell 演唱こゑだ(讀作Koeda)（Sony Music Records）

### 插曲
「エウテルペ」（Euterpe）（第1話、第5話、第8話、第18話）
作詞、作曲、編曲︰ryo（supercell）
歌︰EGOIST（Vocal:chelly）（Aniplex）
「βίος」（生命）（第1、4、19話）
作詞︰Rie
作曲、編曲︰澤野弘之
歌︰小林未郁
「Tamanegi」（第3话）
作曲、編曲︰澤野弘之
歌：无
「friends」（第5話）
作詞︰Mpi
作曲、編曲︰澤野弘之
歌︰Mpi
「Rё∀L」（第5話、13話）
作詞︰Rie
作曲、編曲︰澤野弘之
歌︰Cyua
「エウテルペ 〜Silence〜」（第2、13、21話）
作詞、作曲、編曲︰ryo（supercell）
歌︰EGOIST（Vocal:chelly）（Aniplex）
「Departures 〜Blessing〜」（第11話）
作詞、作曲、編曲︰ryo（supercell）
歌︰EGOIST（Vocal:chelly）（Aniplex）
「Hill Of Sorrow」（第12、13、22話）
作詞、作曲、編曲︰澤野弘之
歌︰mpi
「Home ~in this corner~」
作词：mpi
作曲、編曲︰澤野弘之
歌：leina
「Release My Soul」（第10話、第22話）
作詞、作曲、編曲︰澤野弘之
歌︰Aimee Blackschleger

## 各話列表
| 話數     | 日文標題                  | 中文標題                             | 腳本              | 分鏡              | 演出              | 作畫監督                                                                                            | 總作畫監督                                  | 片尾插畫 |
| -------- | ------------------------- | ------------------------------------ | ----------------- | ----------------- | ----------------- | --------------------------------------------------------------------------------------------------- | ------------------------------------------- | -------- |
| Phase 01 | ：genesis                 | 發生：genesis                        | 吉野弘幸          | 荒木哲郎          | 荒木哲郎          | 千葉崇明、矢萩利幸、加藤裕美                                                                        | 矢萩利幸                                    | 中央東口 |
| Phase 02 | ：survival of the fittest | 適者：survival of the fittest        | 吉野弘幸          | 田中洋之          | 田中洋之          | 淺野恭司、門脇聰                                                                                    | 門脇聰                                      |          |
| Phase 03 | ：void-sampling           | 顯出：void-sampling                  | 吉野弘幸          | 伊藤智彥          | 米林拓            | 手塚響平、田中春香                                                                                  | 矢萩利幸                                    | 三輪士郎 |
| Phase 04 | ：flux                    | 浮動：flux                           | 吉野弘幸          | 牧原亮太郎        | 牧原亮太郎        | 北田勝彥                                                                                            | 門脇聰                                      | 助兵器   |
| Phase 05 | ：a preparation           | 訓練：a preparation                  | 吉野弘幸          | 德土大介          | 德土大介          | 長谷川、井川麗奈                                                                                    | 矢萩利幸                                    | tanu     |
| Phase 06 | ：leukocytes              | 牢籠：leukocytes                     | 吉野弘幸          | 鏑木宏            | 江崎慎平          | 千葉崇明、菊池聰延、淺野恭司 中谷誠一（機械）                                                       | 門脇聰                                      | 宇木敦哉 |
| Phase 07 | ：temptation              | 圓舞曲：temptation                   | 大河內一樓        | 長谷川千惠子      | 森義博            | 小林利充                                                                                            | 矢萩利幸                                    | okama    |
| Phase 08 | ：courtship behavior      | 夏天：courtship behavior             | 鋼屋JIN           | 波連              | 藤原佳幸          | 山田步、酒井智史、鳥山冬美                                                                          | 門脇聰                                      | 津路參汰 |
| Phase 09 | ：prey                    | 捕食：prey                           | 大河內一樓        | 米林拓            | 米林拓            | 肥塚正史、手塚響平、胡拓磨 井川麗奈、菊池聰延                                                       | 矢萩利幸                                    | mebae    |
| Phase 10 | ：retraction              | 退縮：retraction                     | 吉野弘幸          | 田中洋之          | 田中洋之          | 田中春香、奧野治男、菊池聰延 石井由美子、千葉崇明、井川麗奈 肥塚正史                                | 門脇聰                                      |          |
| Phase 11 | ：resonance               | 共鳴：resonance                      | 大河內一樓        | 牧原亮太郎        | 牧原亮太郎        | 淺野恭司、江原康之、北田勝彥                                                                        | 矢萩利幸                                    | 大熊貓介 |
| Phase 12 | ：the lost christmas      | 復活：the lost christmas             | 吉野弘幸          | 伊藤智彥          | 江崎慎平          | 千葉崇明、長谷川 德野悠我、菊池聰延                                                                 | 門脇聰、加藤裕美                            | CHAN×CO  |
| Phase 13 | ：isolation               | 學園：isolation                      | 鋼屋JIN           | 德土大介          | 森義博            | 小林利充、山內則康、山村洋貴                                                                        | 矢萩利幸、淺野恭司 井川麗奈                 | 前田浩孝 |
| Phase 14 | ：election                | 擾亂：election                       | 宮城陽亮 吉野弘幸 | 初見浩一          | 福本潔            | 山田步                                                                                              | 門脇聰                                      | ATK      |
| Phase 15 | ：sacrifice               | 告白：sacrifice                      | 大河內一樓        | 野村和也          | 大西景介          | 肥塚正史、田中春香、菊池聰延 胡拓磨、手塚響平                                                       | 矢萩利幸                                    | 滿月     |
| Phase 16 | ：the tyrant              | 王國：the tyrant                     | 吉野弘幸          | 長崎健司          | 米林拓            | 浅野恭司、宮前真一、井川麗奈 今井有文、澀谷秀                                                       | 門脇聰                                      | 安田典生 |
| Phase 17 | ：exodus                  | 革命：exodus                         | 大河內一樓        | 荒木哲郎 黑川智之 | 黑川智之 江崎慎平 | 千葉崇明、江原康之、肥塚正史 手塚響平、長谷川、菊池聰延                                             | 矢萩利幸                                    | 山田外朗 |
| Phase 18 | ：Dear…                   | 流離：Dear…                          | 鋼屋              | 橘秀樹 初見浩一   | 楠美直子          | 野村和也、竹中真吾、門脇聰                                                                          | 門脇聰                                      | 杏仁豆腐 |
| Phase 19 | ：rebirth                 | 贖罪：rebirth                        | 大河內一樓        | 德土大介          | 德土大介          | 肥塚正史、胡拓磨、井川麗奈 宮前真一、今井有文、田中春香 加藤裕美                                    | 矢萩利幸                                    | 深井涼介 |
| Phase 20 | ：a diary                 | 回憶：a diary                        | 吉野弘幸          | 岡村天齋          | 大西景介 江崎慎平 | 菊池聰延、千葉崇明、小倉典子 山田步、門脇聰                                                         | 門脇聰                                      | 三輪士郎 |
| Phase 21 | ：emergence               | 羽化：emergence                      | 吉野弘幸          | 牧原亮太郎        | 牧原亮太郎        | 淺野恭司、江原康之 長谷川、北田勝彥                                                                 | 矢萩利幸                                    | redjuice |
| Phase 22 | ：convergence             | 祈禱：convergence                    | 吉野弘幸          | 荒木哲郎 福山新市 | 荒木哲郎 田中洋之 | 千葉崇明、肥塚正史、井川麗奈 門脇聰、胡拓麿、手塚響平 菊池聰延、田中春香、長谷川 今井有文、江原康之 | 門脇聰、矢萩利幸、加藤裕美 長谷川、淺野恭司 | 荒木哲郎 |
| OVA      | An episode of port town   | 失落的聖誕節 An episode of port town | 海法紀光          | 江崎慎平          | 江崎慎平          | 江原康之                                                                                            | 不適用                                      | redjuice |

<注>部分主標題與英文標題意思不同

## 分卷销量
| 卷数 | 話數   | 发售日期       | 封面                        | 销量  |
| ---- | ------ | -------------- | --------------------------- | ----- |
| 1    | 1、2   | 2012年1月25日  | 樱满集                      | 12807 |
| 2    | 3、4   | 2012年2月22日  | 楪祈                        | 9300  |
| 3    | 5、6   | 2012年3月21日  | 恙神涯                      | 8728  |
| 4    | 7、8   | 2012年4月25日  | 鶇、篠宮綾瀨                | 7758  |
| 5    | 9、10  | 2012年5月23日  | 達利爾·楊                   | 7543  |
| 6    | 11、12 | 2012年6月27日  | 樱满真名、楪祈              | 7240  |
| 7    | 13、14 | 2012年7月25日  | 安德雷·羅文、噓界·巴魯茲·誠 | 6599  |
| 8    | 15、16 | 2012年8月22日  | 校條祭                      | 6438  |
| 9    | 17、18 | 2012年9月26日  | 佑                          | 6334  |
| 10   | 19、20 | 2012年10月24日 | 樱满集、楪祈                | 6160  |
| 11   | 21、22 | 2012年11月21日 | 楪祈                        | 6114  |
| BOX  | 全部   | 2016年4月27日  | 樱满集、楪祈                |       |

## 播放電視台
日本深夜動畫：下文記載的日本国内播放時間使用日本標準時間（UTC+9）表示。因為部分時間标识會採用30小时制，因此請留意这类超过24:00的时间，其實際播放時間為翌日清晨。
| 播放地區   | 播放電視台            | 播放日期                      | 播放時間                      | 備註                            |
| ---------- | --------------------- | ----------------------------- | ----------------------------- | ------------------------------- |
| 關東廣域圈 | 富士電視台            | 2011年10月13日－2012年3月22日 | 星期四 25時15分－25時45分     | 制作局 noitaminA 第2部 字幕放送 |
| 近畿廣域圈 | 關西電視台            | 2011年10月18日－2012年3月23日 | 星期二 26時28分－26時58分     | 字幕放送                        |
| 福島縣     | 福島電視台            | 2011年10月19日－2012年3月24日 | 星期三 25時35分－26時05分     | 字幕放送                        |
| 新潟縣     | 新潟綜合電視台        | 2011年10月19日－2012年3月24日 | 星期三 26時00分－26時30分     | 字幕放送                        |
| 中京廣域圈 | 東海電視台            | 2011年10月20日－2012年3月25日 | 星期四 26時35分－27時05分     | 字幕放送                        |
| 佐賀縣     | 佐賀電視台            | 2011年10月21日－2012年3月30日 | 星期五 25時35分－26時05分     |                                 |
| 山形縣     | 櫻桃電視台            | 2011年10月22日－2012年3月31日 | 星期六 25時35分－26時05分     |                                 |
| 秋田縣     | 秋田電視台            | 2011年10月22日－2012年3月31日 | 星期六 26時05分－26時35分     | 字幕放送                        |
| 鹿儿岛县   | 鹿兒島電視台          | 2011年10月22日－2012年3月31日 | 星期六 26時05分－26時35分     | 字幕放送                        |
| 熊本縣     | 熊本電視台            | 2011年10月22日－2012年3月31日 | 星期六 26時35分－27時05分     |                                 |
| 广岛县     | 新廣島電視台          | 2011年10月24日－2012年4月2日  | 星期一 26時20分－26時50分     | 字幕放送                        |
| 宮城縣     | 仙台放送              | 2011年10月25日－2012年4月3日  | 星期二 26時25分－26時55分     |                                 |
| 愛媛縣     | 愛媛電視台            | 2011年10月26日－2012年3月28日 | 星期三 25時05分－25時35分     | 字幕放送                        |
| 岩手縣     | 岩手可愛電視台        | 2011年10月26日－2012年4月4日  | 星期三 26時20分－26時50分     |                                 |
| 静岡縣     | 靜岡電視台            | 2011年10月27日－2012年4月5日  | 星期四 25時40分－26時10分     | 字幕放送                        |
| 日本全國   | BS富士                | 2011年10月29日－2012年4月14日 | 星期六 26時00分－26時30分     | 字幕放送                        |
| 日本全國   | 富士電視TWO           | 2012年11月10日－2013年2月23日 | 星期六 20時00分－20時50分     | 兩集連播 有重播                 |
| 香港       | 香港電視網絡 點播頻道 | 2014年12月1日－12月22日       | 星期一 06時00分 更新          | UTC+8 每次上載一星期最新集數    |
| 香港       | 香港電視網絡 直播頻道 | 2014年12月2日－12月26日       | 星期一至日 23時30分－24時00分 | UTC+8 粵語廣播 有重播           |

## 原聲音樂集
曲目單的中英文涵義對照表如下。
| 曲目編號 | 原文                    | 英文                  | 中文            |
| 1        | βιος                    | Bios                  | 生命            |
| 2        | α                       | Alpha                 | 開端            |
| 3        | Ω                       | Omega                 | 終結            |
| 4        | Ready to Go             | Ready to Go           | 萬事俱備        |
| 5        | friends                 | Friends               | 夥伴            |
| 6        | VOiD                    | Void                  | 虛空            |
| 7        | gエ19                   | GHQ                   | GHQ             |
| 8        | θεοι                    | Gods                  | 神              |
| 9        | close your eyes         | Close Your Eyes       | 閉上你的雙眼    |
| 10       | Βασιλευς                | King                  | 王              |
| 11       | π                       | Pi                    | 圓周率          |
| 12       | Release My Soul         | Release My Soul       | 釋放我的靈魂    |
| 13       | κrOnё                   | Crown                 | 王冠            |
| 14       | Hill Of Sorrow          | Hill of Sorrow        | 悲之丘          |
| 15       | Αποκσλυψις              | Apocalypse            | 末日審判        |
| 16       | Home ～in this corner～ | Home ~in this corner~ | 歸處 ~在這一角~ |
| 17       | Genesi§                 | Genesis               | 創世紀          |
| 18       | βιοζ-δ                  | Bios-Delta            | 第四次生命      |
| 19       | Rё∀L                    | Real                  | 真實            |

## 遊戲
《罪惡王冠：失落的聖誕》（ギルティクラウン ロストクリスマス；）2012年7月26日發售的PC遊戲。
遊戲時間點落在失落的聖誕前夕以及失落的聖誕當天，主角並非櫻滿集，而是由研究所的實驗體斯庫路吉擔任。男主角為斯庫路吉（守財奴），女主角為凱洛尔（最後的精靈）。
- 原畫：中央東口（日语：中央東口）
- 劇本：鋼屋ジン（日语：鋼屋JIN）
- 機械設計：石渡誠
- 主題曲：伊藤香奈子
- 開發：Nitro+

主題曲
- 「Lost Control」

作詞：楠瀬拓哉 / 作曲、編曲：佐久間正英 / 歌：伊藤香奈子

### OVA
遊戲的限量版DVD同捆的新作短篇動畫。
製作人員
- 導演・分鏡・演出：江崎慎平
- 罪惡王冠人物原案：redjuice
- 原始特色設計：中央東口
- 動畫人物設計・作画監督：江原康之
- 劇本：海法紀光
- 道具設計：世良悠子
- 虛空設計：今井有文
- 德魯德設計：手塚響平
- 機械設計：石渡誠
- 音樂：澤野弘之
- 主題曲製作：ryo (supercell)
- 動畫製作：Production I.G
- 製作：Nitro+

主題曲「Planetes」
作詞、作曲、編曲︰ryo（supercell）
歌︰EGOIST（Vocal. chelly）

## 外部連結
- GUILTY CROWN （页面存档备份，存于）（日語）
- GUILTY CROWN的X（前Twitter）（日語）
- 遊戲官網 （页面存档备份，存于）（日語）